# 断層

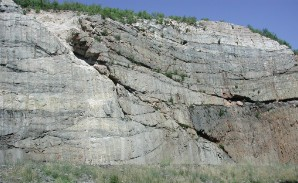
アパラチア山脈の断層

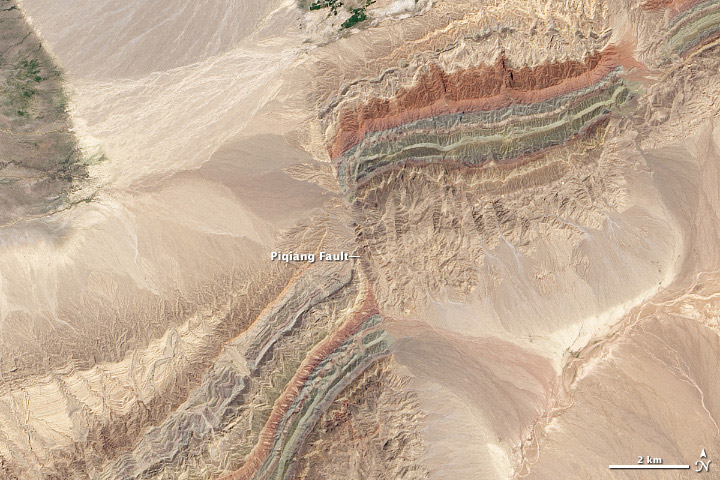
横ずれ断層 (皮羌断裂)

断層（だんそう、英語: fault）とは、地下の地層もしくは岩盤に力が加わって割れ、割れた面に沿ってずれ動いて食い違いが生じた状態を言う。
断層がずれ動く現象を断層運動（faulting）と言う。食い違いが生じた面そのものを断層面（fault surface）と称する。鉛直線に対して水平な角を断層角（fault dip）0度と定義したため、鉛直な断層面は90度である。また、水平面に置き換えた断層運動の方向を走向（fault strike）と言う。
なお、侵食や堆積環境の変化、火山岩の噴出・堆積などによってできた地層の境界は、一見食い違っているように見える場合もあるが、ずれ動いたわけではないため断層ではなく、不整合、非整合などと呼ばれ、区別される。

## 成因
地殻を形成する岩盤には、マントル対流によるプレートの生成・移動・衝突・すれ違いや、火山活動によるマグマの移動など様々な要因で、圧縮・引っ張り（引張）・ずれ（せん断）などの応力が加わる。力学的に見ると、剪断応力は圧縮応力と引張応力に変換することができ、逆も同様である。つまり、岩盤に圧縮や引っ張りの力が掛かると、同時に岩盤をずらして破壊させようとする力も掛かる。
岩盤に加える応力を、時間の経過につれて次第に強くしていき、岩盤への圧縮や引張を再現する実験を行うと、岩盤は始めは僅かに変形し、次に多数の小さな割れ目を生じ、ある時に一気に割れる。割れ目が直線的で、岩盤が原型に近い状態の場合は、さらに応力を加えていくと変形して別の割れ目を生じることを繰り返し、互いに共役関係にある多数の割れ目が形成される。地球の地殻においても、実際にこれと同じようなことが発生し、断層と共役断層が形成されていると考えられている。
応力のうち、地下の岩盤を破壊しずらして動かす力、つまり直接断層を作る力として働くのは剪断応力のみである。剪断応力が岩盤の強度を上回った時に、岩盤が割れて断層が生じる。
砂丘や泥など、地盤を構成する粒子同士の結び付きが弱い場合は、応力が砂丘や泥に作用しても一時的な変形に使われて減衰していくだけで、砂丘や泥はすぐに元の形に戻る。つまり、せん断破壊が起きないために断層は生じない。そのため、ある程度固まった強度のある地盤でなければ、断層が形成されない。逆断層は圧縮応力、正断層は引張応力によって生じ、横ずれ断層は圧縮応力と引張応力のいずれかまたは両方によって生じる。

## 分類

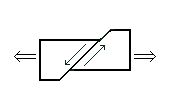
正断層

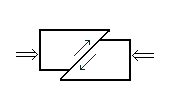
逆断層

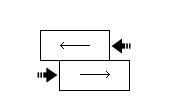
横ずれ断層（左ずれ）

断層の分類には断層のでき方、つまり、断層を境にしたそれぞれの動きによる分類だけでなく、その他の特徴による分類もある。

### 動きによる分類
多くの断層は、正断層か逆断層のいずれか、右横ずれ断層か左横ずれ断層のいずれか、計2つの特徴を有している。

#### 縦ずれ断層
縦ずれ断層（英語: dip-slip fault）は、正断層と逆断層の総称。あまり用いられない呼称である。
正断層、逆断層には、それぞれ上盤と下盤がある。乗り上げている側が上盤、乗り上げられている側が下盤である。

##### 正断層

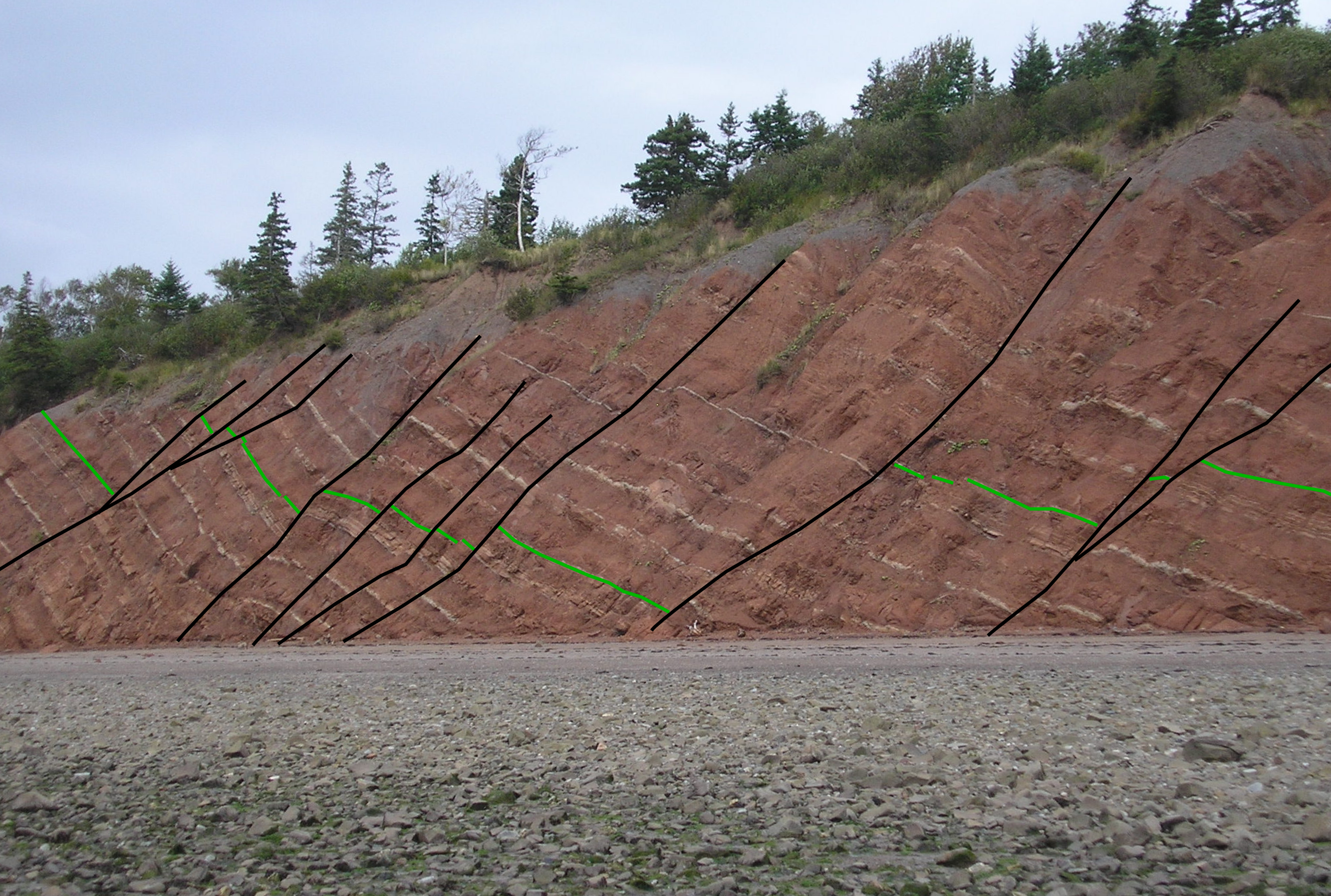
正断層の例(カナダ、ノバスコシア州。補助線入り)

正断層（英語: normal fault）は、水平方向に引張応力がかかっている場所に存在する。地下に斜めに入った割れ目を境に、片方が他方の上をすべり落ちるような方向で動いてできた断層。日本ではあまり見られないが九州中部の火山地帯など少しに見られる。世界的にはアイスランド全土が正断層地帯である。

##### 逆断層
逆断層（英語: reverse fault）は、水平方向に圧縮応力がかかっている場所に存在する。左右からの圧縮応力に対し、その力を逃がすために破断面ができて、片方が斜め下へ、もう一方が相手にのしかかるように斜め上へ動いた形で生成した断層。奥羽山脈・飛騨山脈・木曽山脈・赤石山脈などの南北に連なる山々は、その麓に逆断層が有る。関西地区では生駒山西側の断層が明瞭な逆断層である。
逆断層のうち特に断層面の傾斜が緩く（水平に近い）乗り上げが顕著な物を衝上断層（英語: thrust fault，低角逆断層）と呼ぶことがある。水平面と断層面との角度が45°以下が衝上断層で、それ以上の物を高角逆断層、ほぼ0°の物を水平断層と呼ぶこともある。

#### 横ずれ断層
横ずれ断層（英語: strike-slip fault）は走向移動断層とも呼称される。剪断応力が水平方向に働いた断層で、ずれの方向によって右ずれ（right-lateral）断層と左ずれ（left-lateral）断層とに区分される。断層の手前から見て、向こう側が相対的に右にずれている場合を右ずれと呼ぶ。
なお例えば、サンアンドレアス断層のように、互いがすれ違う方向へ動くプレート境界における横ずれ断層を、トランスフォーム断層と言う。一般的な横ずれ断層より活動が活発な場合が多く、地震を引き起こす頻度が高い。
もう1つは横からの圧縮応力を逃がすために岩盤が×型に割れて、各々がずれ動くタイプである。こちらの断層は日本の中部地方から近畿地方に多く見られ、兵庫県南部地震を起こした野島断層もこのタイプ。1方向の剪断応力によって基本的には×型、つまり、／方向の物と、＼方向の物の両方が形成され、互いに共役関係にあると言う。なお、共役断層は横ずれ断層に多いが、縦ずれ断層においても見られる。

#### 開口断層
縦ずれ断層、横ずれ断層が断層面に対して平行に変位するのに対し、垂直に変位する断層を開口断層（英語: tensile fault）と言う。マグマなどの流体の貫入によって生じることが多く、断層面が垂直である場合、リフトを形成する。

### その他の特徴による分類
震源断層（しんげんだんそう，英語: earthquake rupture）
地震を起こした断層のこと。通常は地下にある。大きな地震では複数の断層が連動して動く場合がある。
地震断層（じしんだんそう，英語: surface rupture）
地震時に地上に出現した連続した割れ目やずれのこと。通常は震源断層の上端に相当する。地表地震断層とも言う。地震を起こした活断層の直接的な地表への現れに限定して用い、2次的に生じた小規模な断層は地表地震断層とは呼ばないようにしようとする動きがある。
お付き合い地震断層（おつきあいじしんだんそう，英語: subordinate fault）
単独で活動して大規模な地震を引き起こしたのではなく、他の地震の結果として受動的に断層が動いた物。ただし、震源断層やその分岐断層と直接つながっている断層は含まない。2016年熊本地震では230本以上が発見され、その変位量は数センチメートルから数十センチメートルだった。地形と断層変位には相関があり、その一部は地形から活断層と認識された物もあるため、過去から類似の断層運動が蓄積している場合もあると考えられる。
伏在断層（ふくざいだんそう，英語: blind fault）
断層運動によるずれが地下深部でのみ生じたり、またはずれた後に急激に土砂で埋められたりして、地表では確認されない断層のこと。
雁行断層（がんこうだんそう，英語: echelon fault）
大規模な地質構造の変動に伴い出現する断層群のこと。並行断層とも言う。断層帯の延びの方向と45度程度の角度をなして、複数の断層が並んで出現する様子（例えばカタカナのミのように）を、雁の飛行に例えて命名された。
共役断層（きょうやくだんそう，英語: conjugate faults）
同一の応力下で、互いに90度程度斜交した断層面が形成され、断層のずれの向きが互いに逆向きを示す断層。断層面の延長上から見た場合、×やу字状などの配置にある。
構造線（こうぞうせん）
断層を境に、地質が大きく異なる断層のこと。他の断層よりも長い傾向にある。中央構造線、糸魚川静岡構造線、棚倉構造線、仏像構造線、柏崎千葉構造線などがある。
火山性活断層（かざんせいかつだんそう，英語: volcanic active fault）
火山活動に伴い火山体周辺に形成される、一過性の活断層である。

## すべり速度による断層運動の分類
地球における断層破壊は、すべり速度または時間スケールによって以下のように分類できる。
- 不安定すべり：断層面が間欠的に変位している領域を不安定すべり（英語: seismic slip）と言う。
  - 地震：震源特性によって1 - 10 Hz程度の地震波が卓越する断層運動を地震（英語: earthquake）と言う。ただし、「地震」には断層破壊以外によって生成された地震動の意味も含む。破壊伝搬速度がS波を超える地震は超せん断地震（英語: supershear earthquake）と言う。
  - スロー地震：広義には地震以外の長期的な断層運動をスロー地震（英語: slow earthquake，ゆっくり地震）と言う。狭義では低周波地震と同義である。
    - 低周波地震：0.1 - 1 Hz程度の地震波が卓越する地震を低周波地震（英語: low-frequency earthquake）と言う。また、マグニチュード1程度の低周波地震が連続的に発生している現象を、低周波微動（英語: low-frequency tremor）と言う。
    - 超低周波地震：0.01 - 0.1 Hz程度の地震波が卓越する地震を超低周波地震（英語: very low-frequency earthquake）と言う。
    - スロースリップ：地震波が観測できず、GNSSなどによって観測される断層運動をスロースリップ（英語: slow slip）と言う。時間スケールによって短期的スロースリップと、長期的スロースリップに区別される。
- 安定すべり：断層面が常時一定の速度で変位してる領域を安定すべり（英語: aseismic slip）と言う。

スロースリップとそれ以外の断層運動が周期的に連動する現象を、en:Episodic tremor and slipと言う。

## 共役断層と断層帯
共役断層（きょうやくだんそう、共軛断層と表記される事もある）とは、同じ応力によって生じた隣接する断層、いわゆる共軛関係にある断層のこと。1つの大きな断層の周囲に小さな断層が多数ある場合、同規模の断層が多数ある場合に大別される。共役断層同士では、断層面の角度や方向が違う場合も多いが、断層ができる前から順を追って応力の変化と断層の形成を辿ると、その理由が説明できる。
なお、共役断層のうち、複数の大きな断層が帯状に連なる断層群を、断層帯（だんそうたい）と呼ぶ。

## 活断層
断層のうち、最近の地質時代（特に数十万年前以降）に繰り返し活動し、将来も活動すると推定される断層のことを活断層（かつだんそう）と呼ぶ。

## 断層の内部構造

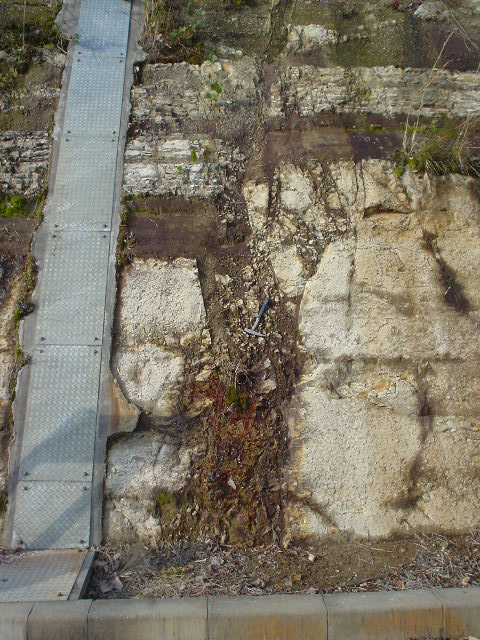
岐阜県瑞浪市の断層。小規模な断層ながら、はっきりと断層破砕帯が確認できる。

断層は活断層か否かに関係無く、破砕帯（はさいたい）などの内部構造を持つ場合が多い。

### 断層破砕帯
断層破砕帯（英語: fault crush zone）は、断層運動によって破壊された岩石の部分で、一定の幅と方向を持つ。大規模な断層には大規模な破砕帯を伴う場合が多い。脆性領域における断層破砕帯は一般的にダメージゾーンとコアゾーンに分けられる。コアゾーンは断層変位の大半を賄う領域で、断層ガウジと断層角礫から構成される。ダメージゾーンは原岩起源のカタクレーサイトと割れ目の発達した原岩から構成される。
ダメージゾーンは亀裂が密に発達する領域であるため、周囲の母岩と比べて透水性が高い。掘削中のトンネルが断層破砕帯に到達すると大量の水が噴出して工事を著しく妨げる。黒部ダム建設の資材運搬用トンネルである関電トンネル建設工事は、総延長80 mにも達する大破砕帯に遭遇した事で困難を極め、一時は工事の中止も検討された。これが破砕帯の存在を、日本人に広く認知させた。また、破砕帯の岩石は強度が低いため、地すべりの原因となる場合がある。

#### 断層面
断層面（英語: fault plane）は、断層によって切断された岩体や地層の断面である。ただし数学的な意味での「面」とは異なり、ある程度の厚さを有する。断層面の両側は、地下浅部では断層ガウジ、地下中部ではカタクレーサイト、地下深部ではマイロナイトに挟まれる。

#### 断層ガウジ
断層ガウジ（英語: fault gouge）は、断層運動により岩石が破壊されて、まるで粘土のように粒径が小さくなった未固結部分である。破砕帯のうち、コアゾーンの一部を構成する。かつては断層粘土と呼ばれていた。こうなると却って水を通し難くなり、地下水の流れがここで堰止められて地下ダムのような役割を果たす場合がある。

#### 断層角礫
断層角礫（英語: fault breccia）は、断層運動により岩石が破壊されて角ばった礫になった未固結部分である。破砕帯のうち、コアゾーンの一部を構成する。破砕が進むと断層ガウジとして扱われる。

#### カタクレーサイト
地下5～10 km程度で断層運動が起きると、岩石は脆性破壊を起こすが圧力によりすぐに固結し、カタクレーサイト（英語: cataclasite）が生成する。

#### マイロナイト
断層の深部では温度が高いため、脆性破壊を起こさずに塑性変形を起こしてマイロナイト（英語: mylonite）と呼ばれる再結晶した岩石が生成する。昔の断層深部に有ったマイロナイトが、隆起・侵食によって現在では地表で観察できる場所も有る。

#### シュードタキライト
（重力性含む）断層運動時に生じた摩擦熱により岩石が溶融し、その液体が周辺の岩石中に貫入して冷却・固結するとシュードタキライト（英語: pseudotachylite、偽玄武岩質玻璃）と呼ばれるガラス質の岩石が生成する。カタクレーサイト及びマイロナイトに伴って産出する。